# Łeba (Polonia)
Łeba (/ˈwɛba/, en casubio y en polaco: Łeba) es una ciudad costera de Pomerania, localizada en la costa sureña del Mar Báltico al norte de Polonia.

## Galería

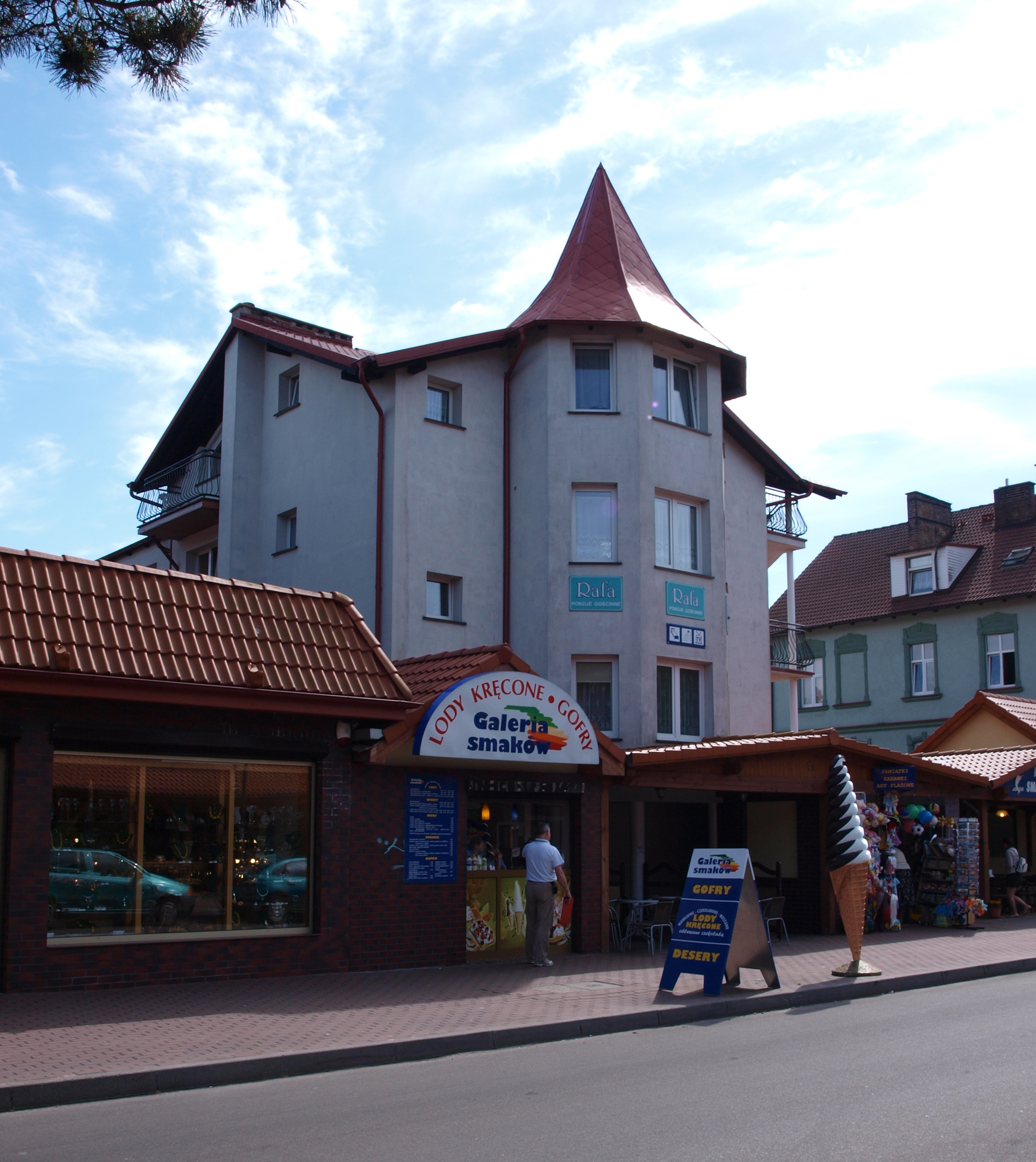
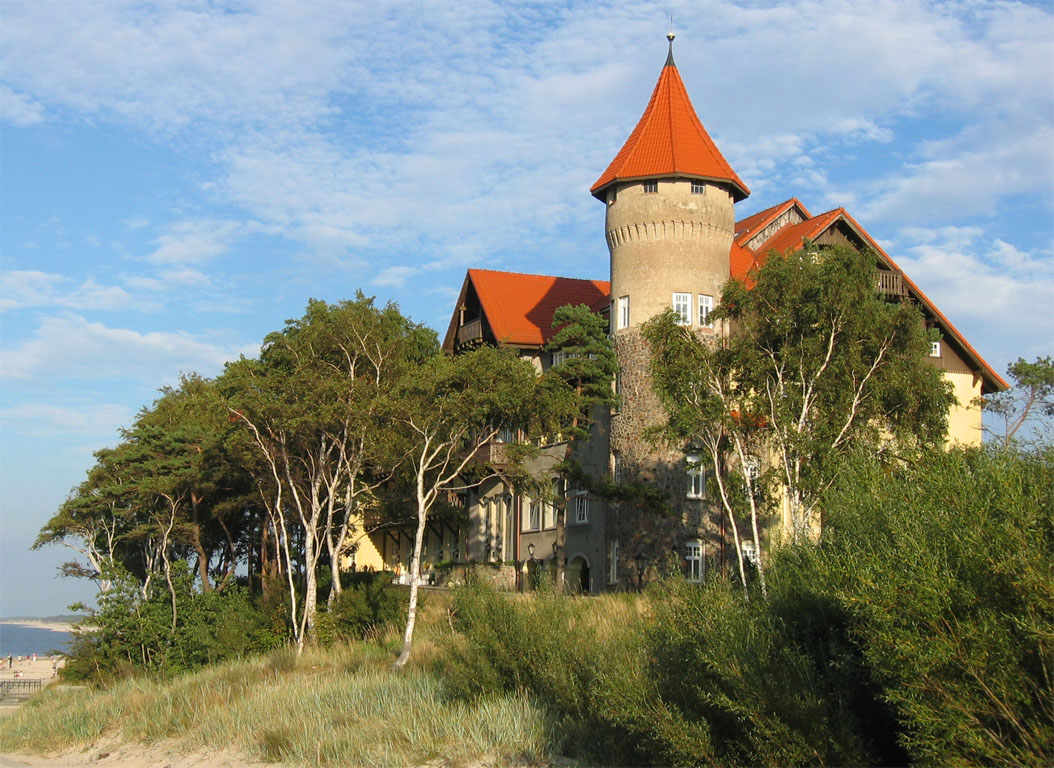
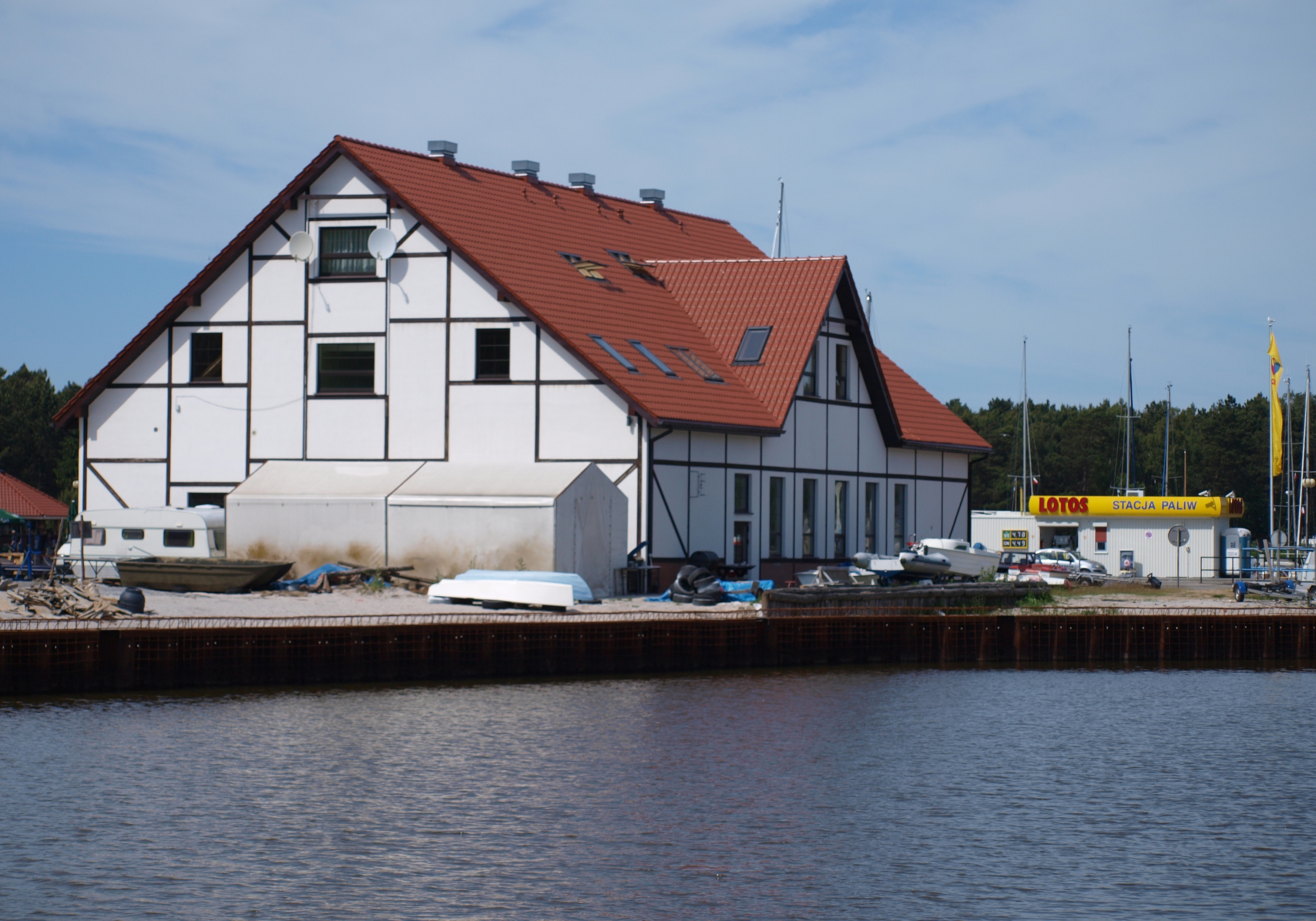
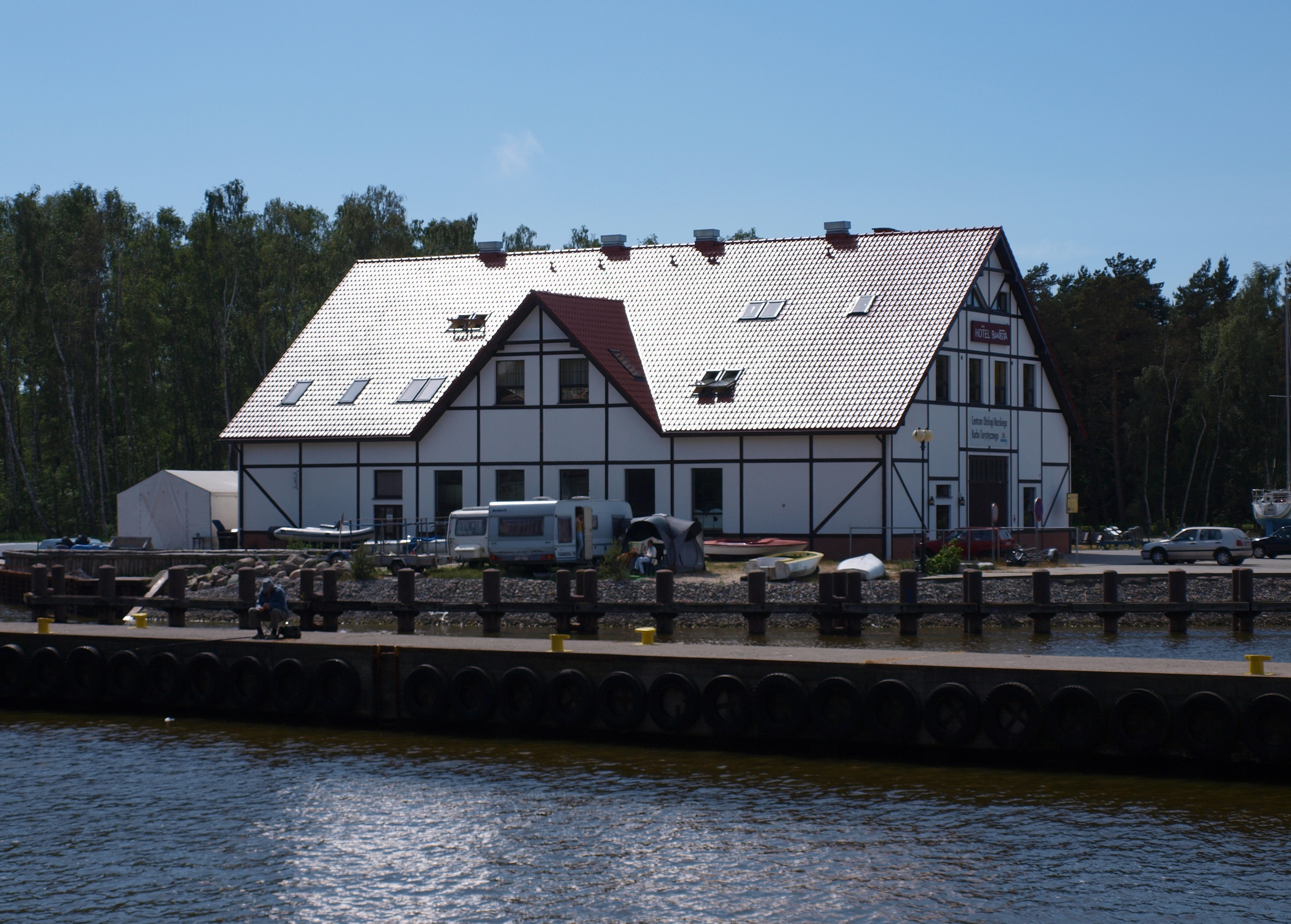
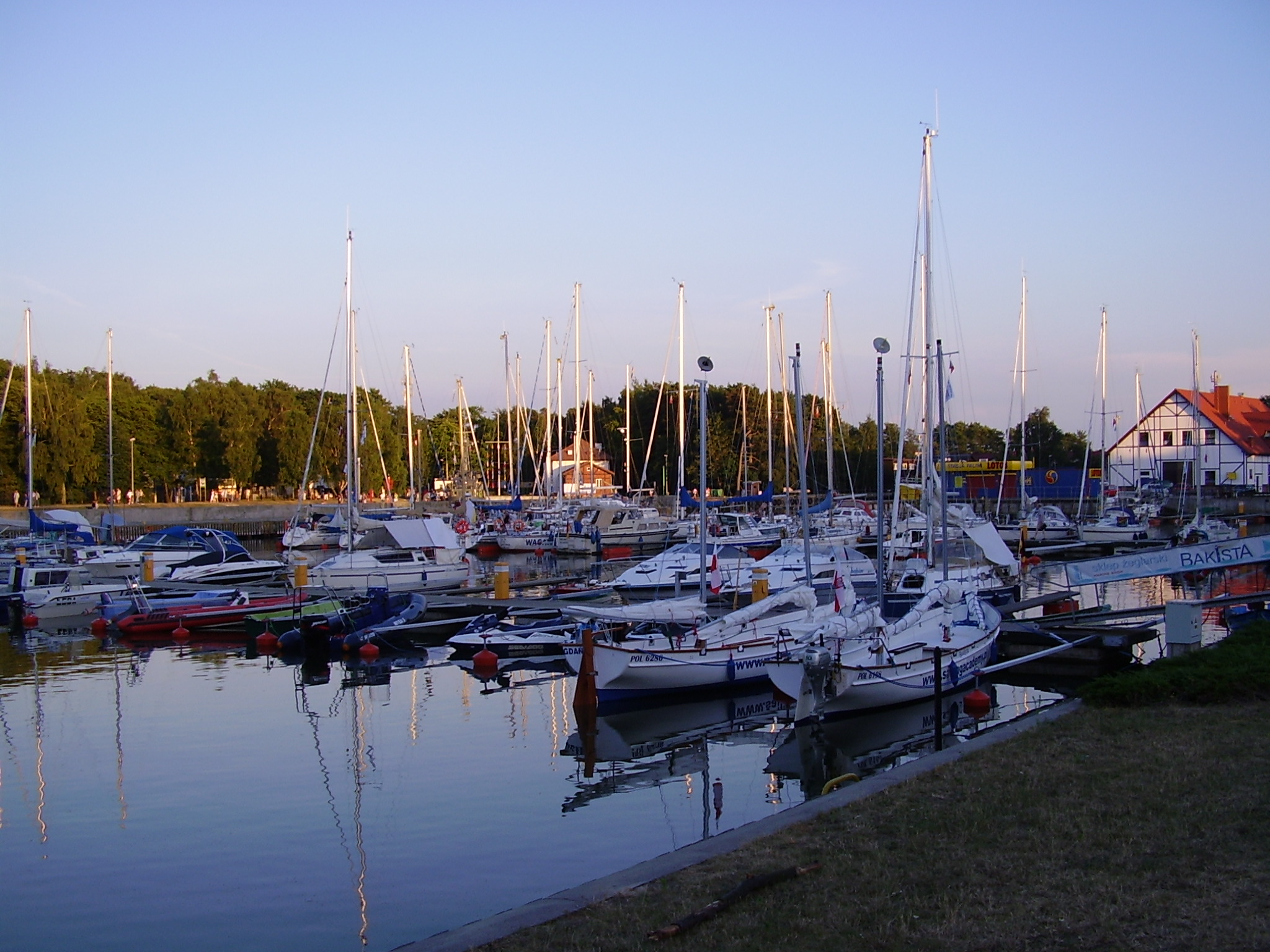
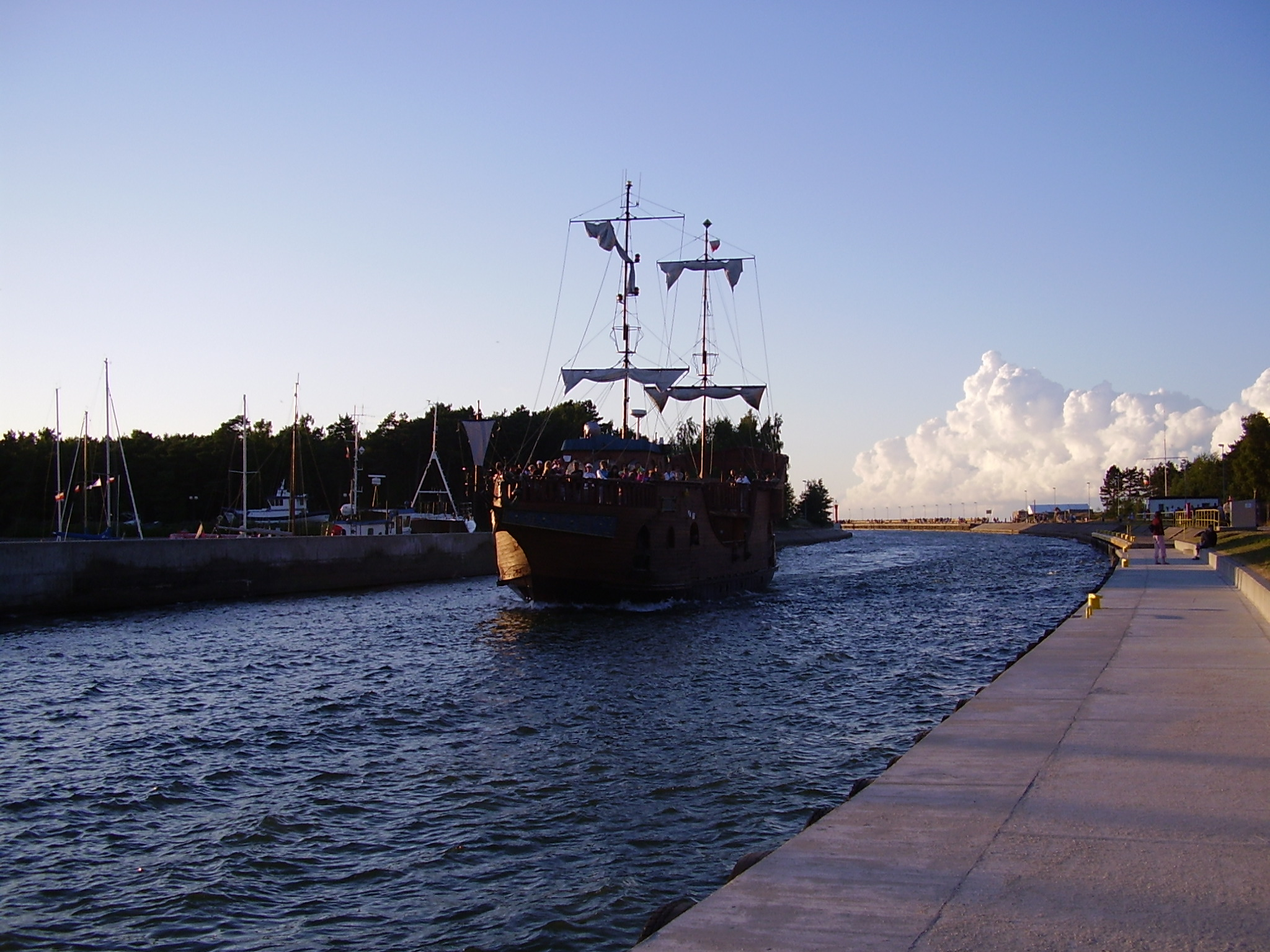

## Clima
| Parámetros climáticos promedio de Łeba (1991-2020) | Parámetros climáticos promedio de Łeba (1991-2020) | Parámetros climáticos promedio de Łeba (1991-2020) | Parámetros climáticos promedio de Łeba (1991-2020) | Parámetros climáticos promedio de Łeba (1991-2020) | Parámetros climáticos promedio de Łeba (1991-2020) | Parámetros climáticos promedio de Łeba (1991-2020) | Parámetros climáticos promedio de Łeba (1991-2020) | Parámetros climáticos promedio de Łeba (1991-2020) | Parámetros climáticos promedio de Łeba (1991-2020) | Parámetros climáticos promedio de Łeba (1991-2020) | Parámetros climáticos promedio de Łeba (1991-2020) | Parámetros climáticos promedio de Łeba (1991-2020) | Parámetros climáticos promedio de Łeba (1991-2020) |
| Mes                                                | Ene.                                               | Feb.                                               | Mar.                                               | Abr.                                               | May.                                               | Jun.                                               | Jul.                                               | Ago.                                               | Sep.                                               | Oct.                                               | Nov.                                               | Dic.                                               | Anual                                              |
| -------------------------------------------------- | -------------------------------------------------- | -------------------------------------------------- | -------------------------------------------------- | -------------------------------------------------- | -------------------------------------------------- | -------------------------------------------------- | -------------------------------------------------- | -------------------------------------------------- | -------------------------------------------------- | -------------------------------------------------- | -------------------------------------------------- | -------------------------------------------------- | -------------------------------------------------- |
| Temp. máx. abs. (°C)                               | 12.1                                               | 16.8                                               | 22.6                                               | 29.0                                               | 32.4                                               | 33.7                                               | 34.9                                               | 37.2                                               | 32.1                                               | 27.6                                               | 20.3                                               | 12.9                                               | 37.2                                               |
| Temp. máx. media (°C)                              | 2.4                                                | 4.1                                                | 6.0                                                | 11.3                                               | 15.7                                               | 19.1                                               | 21.5                                               | 21.7                                               | 17.9                                               | 12.6                                               | 7.2                                                | 3.7                                                | 11.9                                               |
| Temp. media (°C)                                   | 0.2                                                | 0.6                                                | 2.7                                                | 6.9                                                | 11.2                                               | 15.0                                               | 17.5                                               | 17.5                                               | 13.9                                               | 9.3                                                | 4.9                                                | 1.6                                                | 8.4                                                |
| Temp. mín. media (°C)                              | -2.1                                               | -1.9                                               | -0.2                                               | 2.9                                                | 6.9                                                | 10.8                                               | 13.4                                               | 13.3                                               | 10.2                                               | 6.2                                                | 2.5                                                | -0.6                                               | 5.1                                                |
| Temp. mín. abs. (°C)                               | -23.2                                              | -27.4                                              | -19.0                                              | -7.5                                               | -4.8                                               | -1.6                                               | 4.1                                                | 1.8                                                | -2.5                                               | -6.1                                               | -15.4                                              | -19.7                                              | -27.4                                              |
| Precipitación total (mm)                           | 43.0                                               | 34.0                                               | 37.7                                               | 27.9                                               | 48.7                                               | 53.2                                               | 73.3                                               | 79.8                                               | 75.1                                               | 76.8                                               | 58.9                                               | 53.2                                               | 661.6                                              |
| Nevadas (cm)                                       | 73.6                                               | 98.7                                               | 34.8                                               | 0.9                                                | 0.1                                                | 0                                                  | 0                                                  | 0                                                  | 0                                                  | 1.1                                                | 5.4                                                | 62.2                                               | 276.8                                              |
| Días de lluvias (≥ 1 mm)                           | 10.6                                               | 8.7                                                | 8.2                                                | 6.3                                                | 7.4                                                | 8.2                                                | 9.3                                                | 10.6                                               | 9.9                                                | 11.0                                               | 10.9                                               | 11.8                                               | 112.9                                              |
| Días de nevadas (≥ 1 mm)                           | 11.8                                               | 12.0                                               | 5.4                                                | 0.4                                                | 0.1                                                | 0                                                  | 0                                                  | 0                                                  | 0                                                  | 0.2                                                | 1.5                                                | 7.1                                                | 38.5                                               |
| Horas de sol                                       | 42.8                                               | 67.1                                               | 133.1                                              | 213.6                                              | 281.3                                              | 277.2                                              | 274.7                                              | 249.0                                              | 176.1                                              | 112.6                                              | 48.3                                               | 32.1                                               | 1907.9                                             |
| Humedad relativa (%)                               | 85.9                                               | 85.0                                               | 82.1                                               | 78.1                                               | 78.4                                               | 79.3                                               | 81.3                                               | 81.3                                               | 82.2                                               | 83.9                                               | 87.6                                               | 87.9                                               | 82.8                                               |
| Fuente: Promedios y totales mensuales              |                                                    |                                                    |                                                    |                                                    |                                                    |                                                    |                                                    |                                                    |                                                    |                                                    |                                                    |                                                    |                                                    |